# 河傍路
河傍路位于中华人民共和国广州市，是一条呈东西走向的道路。由于现时道路两旁的旧建筑已拆除，改建为大楼，以及道路较短，该路名已逐渐式微。